# Campyloneurus lineaticaudis
Campyloneurus lineaticaudis är en stekelart som beskrevs av Cameron 1911. Campyloneurus lineaticaudis ingår i släktet Campyloneurus och familjen bracksteklar. Inga underarter finns listade.